# Kanał Donchiana
Kanał Donchiana – wskaźnik używany w analizie technicznej opracowany przez Richarda Donchiana, ukazujący zmienność kursów cen. Tworzy go na wykresie obszar pomiędzy wartościami najwyższych dziennych maksimów i najniższych dziennych minimów z ostatnich n dni.
Kanał Donchiana jest użytecznym wskaźnikiem do dostrzeżenia wahań cen rynkowych. Jeśli cena jest stabilna kanał będzie stosunkowo wąski. Jeżeli cena zmienia się częściej kanał będzie szerszy. Jego podstawowym zastosowaniem jest dostarczanie sygnału dla otwarcia pozycji długiej lub krótkiej.